# Notiomys edwardsii
Genre
Espèce
Statut de conservation UICN

 LC  : Préoccupation mineure
Notiomys edwardsii est une espèce de rongeurs de la famille des Cricétidés.

## Répartition
Cette espèce est présente au Brésil et en Argentine.